# Strapögrönnan
Strapögrönnan, zandbank bij Strapön, is een eiland annex zandbank behorend tot de Lule-archipel. Het eiland ligt ten noordwesten van Strapön in de Brändöfjärden. Het heeft geen vaste oeververbinding en is onbebouwd.